# Stanisław Falkowski (1938–2025)
Stanisław Falkowski (ur. 1 stycznia 1938 w Filipach, zm. 27 marca 2025) – polski duchowny katolicki, kanonik gremialny kolegiackiej kapituły węgrowskiej, ksiądz diecezji drohiczyńskiej, były proboszcz parafii w Niecieczy Włościańskiej, działacz opozycji niepodległościowej w czasach PRL, odznaczony przez prezydenta Lecha Kaczyńskiego Krzyżem Oficerskim Orderu Odrodzenia Polski.

## Życiorys
W 1952 ukończył szkołę podstawową, a następne dwa lata uczęszczał do szkoły średniej prowadzonej przez księży Salezjanów w Różanymstoku, a po jej likwidacji przez władze PRL do gimnazjum biskupiego w Siedlcach. Później studiował w Wyższym Seminarium Duchownym w Siedlcach.
W 1962 przyjął święcenia kapłańskie. Jako wikary posługę swoją pełnił w następujących miejscowościach: Ostrów Lubelski, Ryki, Tuczna, Żelechów, Stoczek Węgrowski, Sokołów Podlaski. Od lipca 1982 roku do 15 sierpnia 2013 był proboszczem w Niecieczy Włościańskiej. Następnie był rezydentem emerytem w tamtejszej parafii.

## Działalność w czasach PRL
W 1976 nawiązał kontakt z Komitetem Obrony Robotników. Spotykał się z członkiem tej organizacji ks. Janem Zieją. Następnie był związany z Ruchem Obrony Praw Człowieka i Obywatela. Utrzymywał kontakty z mec. Janem Mizikowskim, a później z Andrzejem Czumą. Następnie nawiązał kontakt z przewodniczącym Konfederacji Polski Niepodległej Leszkiem Moczulskim.
Kiedy powstała Solidarność związał się z tą organizacją. Codziennie odwiedzał jej sokołowskie biuro. Był blisko związany z ks. Jerzym Popiełuszką.
W latach osiemdziesiątych w niecieckiej plebanii odbywały się solidarnościowe spotkania.
Ks. Stanisław Falkowski był kilkakrotnie przesłuchiwany przez Służbę Bezpieczeństwa. Zarzucano mu wspieranie Solidarności i urządzanie nielegalnych zgromadzeń. Został ukarany grzywną z powodu modlitwy, złożenia kwiatów i zapalenia zniczy pod pomnikiem ks. Stanisława Brzóski w Sokołowie Podlaskim w rocznicę jego stracenia, a także urządzenie nielegalnego zgromadzenia oraz kolportaż prasy podziemnej. Milicja uczestniczyła w mszach odprawianych przez księdza i je nagrywała.

## Odznaczenia
11 listopada 2007 otrzymał z rąk prezydenta Lecha Kaczyńskiego Krzyż Oficerski Orderu Odrodzenia Polski.
23 grudnia 2013 odebrał, przyznany przez redaktora Niedzieli ks. inf. Ireneusza Skubisia, medal „Mater Verbi”.